# Пуглед при Мокроногу
Пуглед при Мокроногу (словен. Pugled pri Mokronogu) је насељено место у општини Мокроног-Требелно, регија Југоисточна Словенија, Словенија.

## Историја
До територијалне реорганизације у Словенији био је у саставу старе општине Требње.

## Становништво
У попису становништва из 2011. године, Пуглед при Мокроногу је имао 16 становника.
| Број становника према пописима | Број становника према пописима | Број становника према пописима |
| ------------------------------ | ------------------------------ | ------------------------------ |
| 1991                           | 2002                           | 2011                           |
| 20                             | 15                             | 16                             |

Напомена: До 1955. исказивано под именом Пуглед. Године 1996. повећан за део насеља Брезовица при Требелнем.